# ハワイ州道240号線

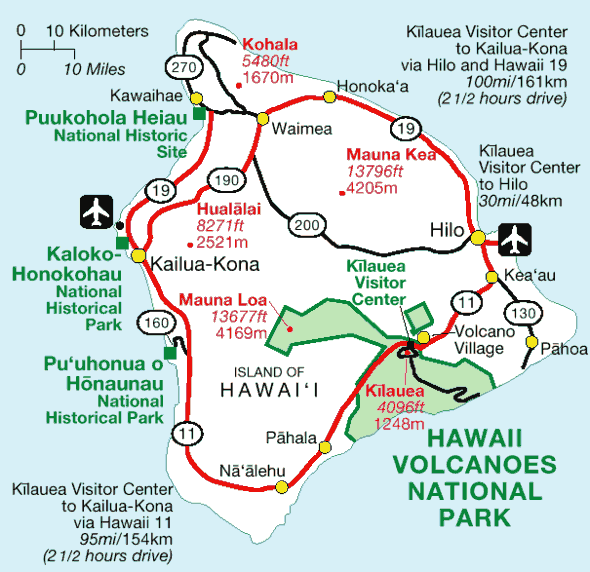
このハワイ島州道図でハワイ州道240号線は、右上（北東）のホノカア（Honokaa）から北西方向へ海岸に沿った短距離の道路である。

ハワイ州道240号線（ハワイしゅうどうにひゃくよんじゅうごうせん、英語: Hawaii State Highway 240）はアメリカ合衆国ハワイ州の最大の島であるハワイ郡（ハワイ島）にある州道で、島の東北部のホノカアから北西へ、ワイピオ渓谷（以前のワイマヌ自然三角江研究保護区）の入り口まで1.3マイルの短距離である。 この道路は、研究保護区そばにある集落を主要道路であるハワイ州道19号線（ハワイ・ベルトロードの北回り）へ接続している。

## 参照
1. ↑  Notice of Withdrawal of the Waimanu Valley National Estuarine Research Reserve From the National Estuarine Research Reserve System (1996)
2. ↑   Hawaii Highways - Table 3: Hawaii ("The Big Island")
3. ↑   State of Hawaii Department of Transportation